# 마쓰오역 (지바현)
마쓰오역(일본어: 松尾駅, まつおえき 마츠오에키[*])은 일본 지바현 산무시에 위치한 동일본 여객철도의 철도역이다.

## 역 구조
상대식 저상 승강장으로 2면 2선의 지상역이다. 선로는 남서쪽에서 북동쪽으로 뻗어 있으며, 역사는 선로의 북서측에 세워져 있다. 두 개의 승강장은 역사의 요코시바 역 방면에 있는 과선교로 연결되어 있으며, 선로 번호는 역사 측이 2번선, 그 반대측은 1번선이다.

### 승강장
| 1 | ■ 소부 본선 (상행선) | 나루토・사쿠라・지바・후나바시・도쿄 방면 |
| 2 | ■ 소부 본선 (하행선) | 요카이치바・아사히・조시 방면             |

1번 승강장은에는 문을 여닫을 수 있는 대합소가 있다. 역사는 개업 당시 지어진 목조 형태의 단층 기와지붕 건물을 그대로 사용하고 있다. 역사 내부에는 대합소와 유인 개찰구가 있으며, 자동발매기 1대가 있다. 간이개찰기에서는 스이카의 사용이 가능하다.
직영역이었으나, 2003년 이후 나루토역 관할권의, JR 지바 철도 서비스의 위탁 영업을 받는 업무위탁역이 되었다.

## 역사
노선은 1897년 개통했지만 마쓰오 역은 이듬해 2월 25일 개업하였다.
- 1898년 2월 25일 - 소부 철도의 역으로 개업하였다.
- 1907년 9월 1일 - 국유화에 따라 일본국유철도의 소속이 되었다.
- 1909년 10월 12일 - 선로 명칭 제정에 따라 소부 본선의 역이 되었다.
- 1973년 7월 1일 - 화물 취급이 중지되었다.
- 1974년 10월 26일 - 사쿠라 역 ~ 조시 역 간이 전철화되었다.
- 1987년 4월 1일 - 민영화에 따라 동일본 여객철도의 소속이 되었다.
- 2003년 - 업무위탁역이 되었다.
- 2009년 3월 14일 - 스이카 서비스 개시로 도쿄 근교 구간 요금제에 편입되었다.

## 인접정차역
| ■ 동일본 여객철도 소부 본선 | ■ 동일본 여객철도 소부 본선 | ■ 동일본 여객철도 소부 본선 |
| --------------------------- | --------------------------- | --------------------------- |
| 나루토 지바 방면            | 보통                        | 요코시바 조시 방면          |